# Steenbakkerij Frateur

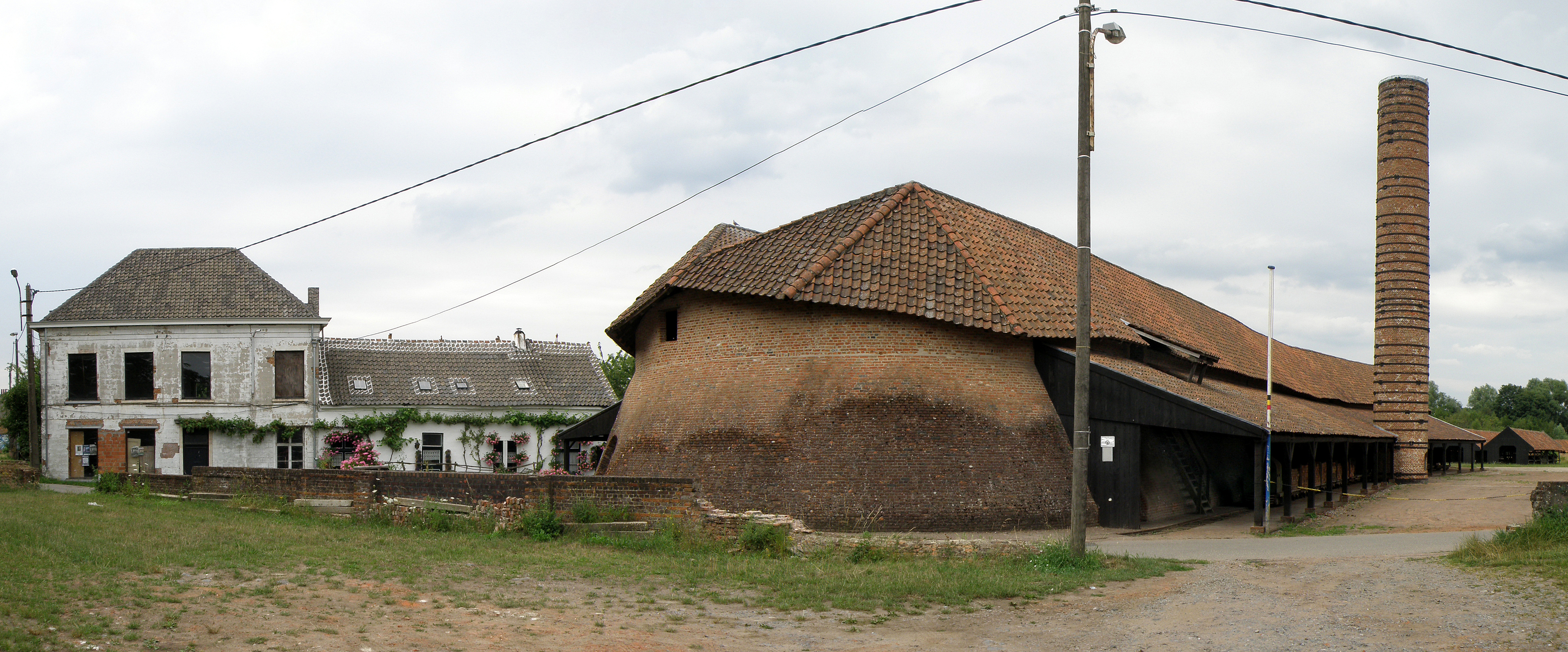
Steenbakkerij Frateur, thans Steenbakkerijmuseum 't Geleeg.

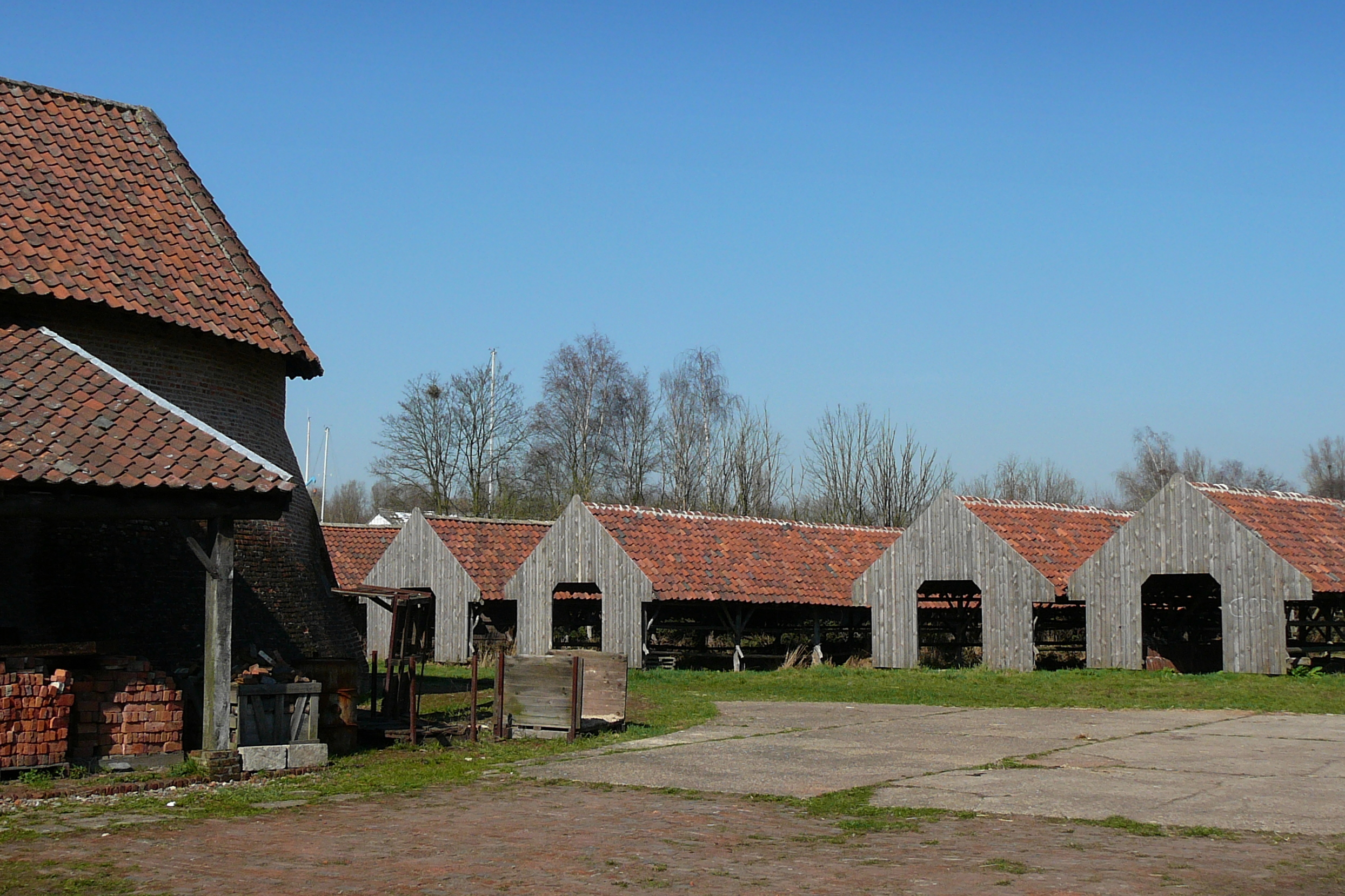
Steenbakkerijmuseum

Steenbakkerij Frateur (Steenbakkerijmuseum 't Geleeg) is een voormalige steenbakkerij te Noeveren in de Belgische gemeente Boom, die vier hectare groot is. Het is de laatste die anno 2009 in de Rupelstreek te bezichtigen is. Met zijn meesterwoning, ringoven, schoorsteen, klampovens, droogloodsen, werkplaats, paardenstallen, pannenblok, machinehal, tunneldoorgang en werkmanswoningen geeft deze aanleg een volledig beeld van hoe vroeger bakstenen vervaardigd werden. Er is zowel een handgeleeg als een industriële steenbakkerij te zien. Een verzameling alaam en machines is ook tentoongesteld. 

## Kort historisch overzicht
In 1346 werd voor het eerst een steenbakkerij op de locatie Blauwe Pan vermeld. In de 18e eeuw waren er twee steenbakkerijen, in de 19e drie. De familie Frateur kocht de drie steenbakkerijen op in de eerste helft van de 20e eeuw om ze samen te voegen. Deze nieuwe steenbakkerij bood zowel handgemaakte als mechanisch geproduceerde bakstenen aan.
Paul Frateur was de laatste actieve steenbakker. Toen hij in 1986 stierf werd op zijn sterfdag de steenbakkerij, na meer dan tien jaar pogen, officieel als beschermd monument erkend. Sedert 1991 is steenbakkerij Frateur eigendom van Peter Swenden, voorzitter van het Steenbakkerijmuseum van de Rupelstreek 't Geleeg. Deze vzw staat in voor de restauratie, het beheer en de begidsing van de steenbakkerij.
De site Frateur heeft tot in de jaren 2010 gefungeert als project voor mensen die een juridische werkstraf opgelegd krijgen.
In 2022 is het museum begonnen met de heraanleg van de spoorweg in de drooghallen.